# Zoopagales
Die Zoopagales sind eine Ordnung von Pilzen, die früher zu den Jochpilzen gestellt wurden, seit 2007 jedoch eine eigene Unterabteilung Zoopagomycotina innerhalb der Pilze bilden.

## Merkmale
Die Arten sind Endo- oder Ektoparasiten von Tieren und Pilzen. Der vegetative Körper besteht aus einem einfachen, verzweigten oder unverzweigten Thallus, oder einem mehr oder weniger stark verzweigten Myzel. Die Ektoparasiten bilden Haustorien. 
Die asexuelle Vermehrung erfolgt über Arthrosporen, Chlamydosporen oder ein- oder vielsporige Sporangiolen. Die Sporangiosporen von vielsporigen Sporangiolen bilden einfache oder verzweigte Ketten. Die sexuelle Vermehrung erfolgt über kugelige Zygosporen. Die sexuellen Hyphen gleichen dabei den asexuellen oder sind vergrößert.

## Systematik
Die Zoopagales wurden früher in die Gruppe der Jochpilze gestellt, die jedoch eine polyphyletische Gruppe sind. Daher wurde 2007 die Ordnung in eine eigene Unterabteilung gestellt, die, ohne einer bestimmten Abteilung zugeordnet zu sein, zu den Pilzen gehört. Einige Gattungen sind:
- Basidiolum
- Cochlonema
- Rhopalomyces
- Piptocephalis
- Sigmoideomyces
- Syncephalis
- Zoopage